# Dynastie sulaymanide (Afrique du nord)
Ne doit pas être confondu avec Dynastie sulaymanide (Arabie).
Dynastie des Sulaymanides
786–953
Entités précédentes :
- Tribus indépendantes à la suite de la Grande révolte berbère

Entités suivantes :
- Califat de Cordoue (par tribus vassales interposées)
- Califat des Fatimides (par tribus vassales interposées)

Les Sulaymānides (en arabe : السُّلَيْمَانِيُّونَ ou as-Sulaymāniyūn, en tamazight : ⴰⵢⵜ ⵙⵍⵉⵎⴰⵏ, Āyt Sliman) sont une dynastie musulmane de souche arabe chérifienne qui gouverne des principautés dans l'Algérie occidentale entre 814 et 922. Elle doit son nom à Sulayman Ibn Abd Allah al-Kamil, frère cadet d'Idrīs I et arrière-petit-fils d'Al-Hassan ibn Ali.

## Histoire
L'histoire de la dynastie sulaymānide est mal connue et les historiens disposent de peu de repères chronologiques. Elle commence selon Ibn Khaldoun avec la fuite de Sulayman Ibn Abd Allah al-Kamil vers le Maghreb après la bataille de Fakh en 786, puis sa prise de contrôle de Tlemcen alors au main des Zénètes, au nord-ouest de l'actuelle Algérie. Mais tous les chroniqueurs arabes ne s'accordent pas sur le fait que ce frère d'Idris Ier ait survécu au massacre ni qu'il ne lui doive pas le gouvernorat de la ville. 
Il semble mieux étayé qu'Idrīs II, le fils d'Idrīs I, ait vers 814 conquis Tlemcen, une ville alors probablement avec une forte une population chrétienne, un point de rencontre des populations berbères et un lieu de réunion des marchés, en mettant en fuite son chef maġrāwa Muḥammad Ibn Khazar. Il aurait ensuite remis la ville à son cousin Muḥammad, le fils de Sulayman Ibn Abd Allah al-Kamil, qui fonde par là-même la dynastie des Sulaymānides du nom de son père,. En 828, Muḥammad Ibn Idrīs II érige le gouvernement de Muḥammad Ibn Sulaymān en vice-royauté.
Selon l'historien Gilbert Meynier, l'un des descendants d'Idris Ier, Muhammed b. Sulayman, crée dans la région de Tlemcen, le « royaume sulaymanid », un État qui semble contrôler que les villes, cohabitant avec les tribus voisines qui conservent leur hétérodoxie kharidjite. Tlemcen devient une cité distinguée, en rapport croissant avec la culture arabe d'Al-Andalus, en 931 les Fatimides prennent la ville et mettent fin au pouvoir des Sulaymanides qui se réfugient à Al-Andalus.
Al-Yaqubi démontre que le domaine rostémide se trouvait circonscrite au nord et à l'ouest par un ensemble de principautés sulaymānides de proportion assez modeste. Cela nous explique pourquoi un auteur comme Al-Mas'ûdî assimile les territoires affiliés aux alides à l'ensemble idrīsside. Ainsi, selon Al-Yaqubi, Ibn Hazm et Al-Bakri, la ville de Tlemcen faisait partie des possessions des descendants de Muḥammad b. Sulayman, le fils du frère d’Idris Ier. Tandis que le pays orano-tlemcénien était contrôlé par les tribus zénatiennes, Maghraouas et Banou Ifren.

## Branches
Mūhāmmād Ibn Sūlāymān succède à son père comme gouverneur de Tlemcen, et devient indépendant. Il partage ses territoires entre ses fils, qui établirent de petites principautés autonomes sur la côte algérienne et dans les montagnes voisines, où les Banou Khazar (chefs des Maghraouas) les reconnaissaient comme suzerains.
Ténès sera le siège d'Ibrahim qui fonda la ville de Suq d'Ibrahim dans le Chelif. Le gouvernement de Tlemcen était sous la responsabilité d'Ahmad. Isa obtient la ville d'Archgul et un troisième frère, bâtit la ville de Djerawa. Leurs descendants disposaient des mêmes fiefs. 
L'essor de l'État fatimide fut fatal pour la dynastie sulaymanide. Alors que Isa et ses fils s'allièrent aux Fatimides. Yahya s’allie aux Omeyades au temps de Abderhaman An Nacer. Cela provoque le mécontentement des Fatimides en 935. Yahyia sera arrêté par le général Misur.
la branche de Ténès défendit son indépendance. Son dernier représentant Ali b.Yahya est vaincu par les Zirides pendant le règne de Ziri ibn Menad en 953 et se réfugie alors chez les Maghraouides d'Al Kheyr Ibn Mūhāmmād. Ses fils passèrent en Espagne.

## Monnaies
Des monnaies des Sulaymanides frappées à Souk Ibrahim et à Ténès ont été retrouvées. Jusqu’à une époque récente les monnaies de Muhammad Ibn Sulayman, le fondateur de la lignée et son arrière petit-fils Ahmad Ibn 'Isa étaient seuls connues. Les signatures frappées Madinat Ibrahim ibn Muhammad, Madinat Isa ibn Ibrahim et Madinat al-Qasim ibn Isa sont toutes des titres honorifiques de Suq Ibrahim, tandis que Burjayn, une frappe de Yahya Ibn Muhammad, pourrait bien être le pseudonyme de Ténès.
Contrairement à leurs cousins idrissides, les Sulaymânides ne ressentaient pas le besoin d'affirmer leur attachement au chiisme en utilisant un verset coranique spécifique en marge de leurs monnaies, et ils évitaient également — sauf au commencement de leur règne — de mentionner Ali dans le champ monétaire.